# Пёлькинг, Алешандре
Алешандре «Мано» Пёлькинг (порт. Alexandré Pölking; 12 марта 1979 года, Монтенегру, штат Риу-Гранди-ду-Сул, Бразилия) — бразильский и немецкий футболист, тренер.

## Биография
Несмотря на то, что Пёлькинг родился в Бразилии, свою профессиональную карьеру он начал в Германии. В 2004 году вместе с «Арминией» вышел в Бундеслигу, но в элите он не выступал. Завершал свою карьеру полузащитник на Кипре.
Став тренером, Пёлькинг несколько лет работал ассистентом в командах у известных немецких специалистов Винфрида Шефера и Винфрида Шефера и Эрнста Миддендорпа. В 2014 году начал самостоятельную карьеру. Долгое время трудился с клубами тайской Премьер-Лиги. В 2020—2021 гг. был главным тренером вьетнамского «Хошимина».
28 сентября 2021 года был назначен на пост наставника сборной Таиланда. На нем Алешандре Пёлькинг сменил японца Акиру Нисино.

## Достижения

### Футболиста
- Чемпион Кипра: 2006/07

### Тренера
- Вице-чемпион Таиланда (2): 2016, 2018
- Финалист Кубка Таиланда: 2017
- Победитель Чемпионата АСЕАН (2): 2021, 2023
- Серебряный призёр Игр Юго-Восточной Азии: 2021

### Личные
- Тренер месяца Премьер-Лиги Таиланда (3): 2016 (апрель), 2018 (апрель), 2019 (июнь)